# ムハンマド6世タワー
ムハンマド6世タワー（Tour Mohammed VI、アラビア語: برج محمد السادس）は、モロッコの首都ラバトに隣接するサレに立地する高さ250mのモロッコ一高い超高層ビルである。

## 概要
2018年11月2日に着工され、当初2022年に完成する予定だったものの新型コロナウイルス感染症の流行により一時工事が中断していたため、完成は2024年に延期された。ビル内にはオフィス、高級ホテル、住宅、展望台などが入る予定である。ビルの南側の3分の1の壁は使用電力を供給するため太陽光パネルで覆われている。また、ビルの隣を流れるアブールグルグ川に港を建設する予定である

ムハンマド6世タワーはスペインの建築家のラファエル・デ・ラ＝オズ・カスタニスとモロッコ人の建築家のハキム・ベンジェロンによってデザインされ、モロッコの建設会社のTGCC、中国の中国鉄建、ブルジュ・ハリファなどを施工したBESIXグループによって施工される。
ムハンマド6世タワーはラバトとサレの境界を流れるアブールグルグ川のサレ側に立地し、50Km離れた場所からも見えるように設計されている。 

## 歴史
- 2016年3月9日 - ムハンマド6世国王による着工式[7]。
- 2018年11月1日 - アフリカ銀行（英語版）CEOのオスマン ブノ・ジェロウン（英語版）が会見でビルの名称を「アフリカ銀行タワー」から「ムハンマド6世タワー」に変更することを発表[9]。
- 2018年11月2日 - 着工[1]。

## 周辺
- ラバト大劇場（英語版）
- ハッサン塔
- ムハンマド5世廟
- シェラ遺跡